# دان ديسانتس
دان ديسانتس (بالإنجليزية: Dan DeSantis)‏ هو لاعب كرة قدم أمريكية أمريكي، ولد في 21 سبتمبر 1918، وتوفي في 28 ديسمبر 2004.